# Златко Папець
Златко Папець (сербохорв. Zlatko Papec, 17 січня 1934, Загреб — 3 лютого 2013, Спліт) — югославський футболіст, що грав на позиції нападника, зокрема за «Хайдук» (Спліт), а також національну збірну Югославії.

## Клубна кар'єра
У дорослому футболі дебютував 1952 року у рідному Загребі виступами за команду «Локомотива», в якій провів чотири сезони, взявши участь у 57 матчах чемпіонату. 
Своєю грою за цю команду привернув увагу представників тренерського штабу іншого загребського клубу, «Хайдука», до складу якого приєднався 1956 року. Відіграв за цю команду наступні вісім сезонів своєї ігрової кар'єри. Більшість часу, проведеного у складі «Хайдука», був основним гравцем атакувальної ланки команди.
Протягом 1964—1968 років захищав кольори німецького друголігового «Фрайбургера».
Завершив професійну ігрову кар'єру на батьківщині, у клубі «Рієка», за команду якого виступав протягом 1968—1969 років.
Помер 3 лютого 2013 року на 80-му році життя у рідному Спліті.

## Виступи за збірну
1953 року дебютував в офіційних матчах у складі національної збірної Югославії. Протягом кар'єри у національній команді, яка тривала 4 роки, провів у формі головної команди країни 6 матчів, забивши 4 голи.
У складі збірної був учасником чемпіонату світу 1954 року у Швейцарії, а також футбольного турніру на Олімпійських іграх 1956 року у Мельбурні, де разом з командою здобув «олімпійське срібло».

## Титули і досягнення
- Срібний олімпійський призер: 1956